# فصل عنصري جنسي
الفصل العنصري الجنسي (يُسمى أيضًا بالفصل الجنسي أو الفصل بين الجنسين) هو التمييز الجنسي الاجتماعي والاقتصادي ضد الأفراد بسبب نوعهم أو جنسهم. يُطبق هذا النظام إما باستخدام ممارسات جسدية أو قانونية لإبعاد الأفراد إلى وظائف دُنيا. يُعرّف عالم النفس المؤمن بالمساواة بين الجنسين فيليس تشيسلر تلك الظاهرة بأنها «ممارسات تحكم على الفتيات والنساء بالعيش في تبعية وخضوع وتحول الفتية والرجال إلى أولياء أمر لتحصين أقربائهم من الإناث بصفة دائمة». لم تُؤدِ حالات الفصل العنصري الجنسي إلى عدم التمكين الاجتماعي والاقتصادي للأفراد فقط، بل ينتج عنها أيضًا أضرار جسدية خطيرة.
قياسًا، فإن مصطلح الفصل بين الجنسين (أو التفرقة بين الجنسين) هو فصل بدني، قانوني وثقافي للأشخاص وفقًا لجنسهم البيولوجي ولا يُمثل بالضرورة شكلًا من أشكال التمييز، استنادًا إلى الظروف.

## أصل الكلمة
نتج مصطلح الفصل العنصري الجنسي عن الفصل العرقي (Apartheid) في جنوب إفريقيا والذي أسس نظامًا لسيادة البيض (بالأفريقانية: باسكاب) وفصل غالبية المواطنين السود عن البيض في البلاد. ظهرت اللغة الأفريقانية من أجل التميز والفصل، يُشير استخدام مصطلح الفصل العنصري إلى الجنس ويعكس انتهاكًا لحقوق الإنسان مُورثًا الفصل والظلم على حد سواء. كتب الدكتور أنتوني لوفستيد في تعريف الفصل العنصري:
لا يعني مفهوم الفصل في حد ذاته أن أي جماعة ستكون مفضلة على الأخرى بالضرورة... السمة المميزة للفصل العنصري والأنواع الأخرى من التفرقة الظالمة هي خلق ظروف سياسية، اقتصادية، اجتماعية وحتى جغرافية بوعي منظم من أجل الفصل بالقوة بين الجماعات، لمنفعة جماعة واحدة على الأقل من الجماعات –ولو كانت منفعة قصيرة الأجل- ولكنها لا تكون أبدًا، أو تكون دون قصد البتة، لمصلحتهم جميعًا.
من المهم ملاحظة أن الفصل العنصري الجنسي هو ظاهرة عالمية وبالتالي لا تقتصر على جنوب إفريقيا. على الرغم من أن تقارير الفصل العنصري الجنسي قد نشأت في كثير من الأحيان في سياق الثقافة الإسلامية، إلا أن ذلك منتشر في جميع أنحاء العالم. دعا بعض المدافعين عن حقوق الإنسان إلى فرض عقوبات ضد الدول الممارسة للفصل العنصري الجنسي، مثل العقوبات المفروضة على جنوب إفريقيا تحت الفصل العنصري.

## الحجاب القسري
على الرغم من عدم فرض القرآن على النساء تغطية وجوههن أو رؤوسهن صراحةً، فإنه يُنظر إلى ممارسة الحجاب القسري في بعض المناطق على أنه شكل من أشكال الفصل العنصري الجنسي. من المهم ملاحظة أن ممارسة الحجاب القسري ليست بسبب أي قانون إسلامي عالمي؛ ففي الواقع، ارتفعت الممارسة في ظل ظروف سياقية مختلفة. من الأمثلة المذكورة على الحجاب القسري، فرض قانون ارتداء الحجاب في أفغانستان أثناء حكم طالبان وطلب المدارس من الفتيات ارتداء حجاب الرأس. انتُقدت سياسات الحجاب القسري باعتبارها أدوات قسر للفصل بين الجنسين والتي تحرم المرأة من استقلالها وقوتها. ومع ذلك، تُشير الاعتراضات على هذا المسألة إلى أن الحجاب القسري لا يُشكل فصلًا عنصريًا جنسيًا وأن هذه الأسس الاجتماعية للحجاب قد جعلته رمزًا لعدم المساواة بين الجنسين بغير حق.

## التدخلات الاجتماعية
انتقد العلماء والنشطاء على حد سواء القانون الدولي بسبب افتقاره إلى المبادرة والتأثير العام في الاعتراف بأفعال معينة كالفصل العنصري الجنسي وعدم منعه. وفقًا لهؤلاء النقاد، كانت النسبية الثقافية في كثير من الأحيان مصدرًا للدفاع عن الفصل العنصري الجنسي، من خلال حماية المرأة من الظلم. نُظر إلى البيان المحيط بالفصل العنصري الجنسي بشكلٍ سلبي وأنه أحد أشكال الاستعمار الجديد الذي يديم القوالب الجاهزة في الإسلام. أثار رد فعل الأمم المتحدة على انتهاكات طالبان لحقوق الإنسان ضد النساء في أفغانستان جدلًا كبيرًا. يُجادل البعض بأن الأمم المتحدة «لم تفشل فقط في منع ذلك، وأصبحت معارضًا فعالًا للسياسات الجنسية لنظام طالبان لاحقًا، ولكنها دمجت التمييز ضد المرأة بالفعل في مساعداتها الإنسانية وفي تعيين الموظفين المحليين».
أطلقت مؤسسة الأغلبية النسوية حملة لوقف التمييز العنصري الجنسي في أفغانستان عام 1997، لافتةً الانتباه إلى انتهاكات حقوق الإنسان ضد النساء تحت حكم طالبان. اُنتقدت المؤسسة لتشجيعها «الإمبريالية النسوية» وامتلاكها لهجة استغلالية تُدين من خلالها الإسلام وتعتبره شرًا. توسعت الحملة في أعقاب سقوط نظام طالبان، وأُعيد تسميتها لتصبح حملة للنساء والفتيات الأفغانيات. يرأسها مافيس لينو وتهدف إلى مواصلة قضية التوعية بالمساواة بين الجنسين في أفغانستان.
أُطلقت حملة «لا نساء، لا لعب» في عام 2009 من قبل برنامج هادي المطيف لحقوق الإنسان في معهد شؤون الخليج كي تعالج وضع المرأة في المملكة العربية السعودية. تهدف الحملة إلى حظر المملكة العربية السعودية من الألعاب الأولمبية إلى أن تسمح للمرأة السعودية بالمشاركة في الألعاب الرياضية. تُؤكد اللجنة الأولمبية الدولية في ميثاقها على أن المشاركة في الأنشطة الرياضية حق من حقوق الإنسان. لفتت منظمات أخرى مثل هيومن رايتس ووتش بالإضافة إلى حملة «لا نساء، لا تلعب»، انتباه المملكة العربية السعودية إلى القيود الرياضية المفروضة على النساء.
تشكلت منظمة كهنة النساء الكاثوليك الرومانيات لتحدي موقف الكنيسة في منع ترسيم النساء، والمتعلقة تحديدًا بالفصل العنصري الجنسي في الكاثوليكية الرومانية. عزمت المنظمة على المزيد منذ ذلك الحين لإصدار الفيلم الوثائقي (الدخان الوردي على الفاتيكان) عام 2011.